# 31e cérémonie des Filmfare Awards
La 31e cérémonie des Filmfare Awards s'est déroulée en 1984 à Bombay en Inde.

## Palmarès
| Catégorie                                 | Lauréat |
| ----------------------------------------- | --- |
| Meilleur film                             | Ardh Satya - produit par Pradeep Kapoor et Manmohan Shetty - réalisé par Govind Nihalani - avec Om Puri, Smita Patil et Amrish Puri |
| Meilleur réalisateur                      | Govind Nihalani (Ardh Satya) |
| Meilleur acteur                           | Naseeruddin Shah (Masoom) |
| Meilleure actrice                         | Shabana Azmi (Arth) |
| Meilleur acteur dans un second rôle       | Sadashiv Amrapurkar (Ardh Satya) |
| Meilleure actrice dans un second rôle     | Rohini Hattangadi (Arth) |
| Meilleure prestation dans un rôle comique | Utpal Dutt (Rang Birangi) |
| Meilleur compositeur                      | R. D. Burman (Masoom) |
| Meilleur parolier                         | Sampooran Singh Gulzar pour « Tujhse Naaraz Nahin » (Masoom)                                                                        |
| Meilleur chanteur de playback             | Kishore Kumar pour « Agar Tum Na Hote » (Agar Tum Na Hote)                                                                          |
| Meilleure chanteuse de playback           | Aarti Mukherjee pour « Do Naina Ek Kahani » (Masoom)                                                                                |
| Meilleure histoire                        | S. D. Panwalker (Ardh Satya) |
| Meilleur scénario                         | Vijay Tendulkar (Ardh Satya) et Mahesh Bhatt (Arth)                                                                                 |
| Meilleurs dialogues                       | - |
| Meilleure photographie                    | Govind Nihalani (Vijeta) |
| Meilleure direction artistique            | N.B. Kulkarni (Razia Sultan) |
| Meilleur son                              | Hitendra Ghosh (Vijeta) |
| Meilleur montage                          | Keshav Naidu (Vijeta) |

## Récompenses des critiques
| Catégorie     | Lauréat               |
| ------------- | --------------------- |
| Meilleur film | Sookha de M.S. Sathyu |